# Mocorito
Mocorito is een plaats in de Mexicaanse deelstaat Sinaloa. Mocorito heeft 5.094 inwoners (census 2005) en is de hoofdplaats van de gemeente Mocorito.